# Paix Bouche
Paix Bouche är en ort i Dominica.   Den ligger i parishen Saint Andrew, i den nordvästra delen av landet, 30 km norr om huvudstaden Roseau. Paix Bouche ligger 473 meter över havet och antalet invånare är 306. Den ligger på ön Dominica.
Terrängen runt Paix Bouche är huvudsakligen kuperad, men österut är den platt. Havet är nära Paix Bouche åt nordost. Runt Paix Bouche är det ganska tätbefolkat, med 56 invånare per kvadratkilometer. Närmaste större samhälle är Portsmouth, 5,7 km väster om Paix Bouche. I omgivningarna runt Paix Bouche växer i huvudsak städsegrön lövskog.